# Discopsis reducta
Discopsis reducta is een slakkensoort uit de familie van de Tornidae. De wetenschappelijke naam van de soort is voor het eerst geldig gepubliceerd in 1990 door Rolán & Rubio.